# Publi Corneli Arvina
Publi Corneli Arvina (en llatí Publius Cornelius Arvina) va ser cònsol de Roma l'any 306 aC. Portava el cognomen Arvina, un dels que formava part de la gens Cornèlia, una família romana patrícia i plebea.
Probablement era fill d'Aule Corneli Cos Arvina. Més endavant, l'any 294 aC, va ser censor, i altre cop cònsol el 288 aC.